# عزلة الاثاور (تعز)

تعديل مصدري - تعديل

عزلة الاثاور هي إحدى عزل مديرية حيفان في محافظة تعز اليمنية ويبلغ تعداد سكانها 13424 نسمة حسب التعداد السكاني في اليمن لعام 2004.

## سكان مديرية حيفان
أهل مديرية حيفان يتسمون بنشاط في الأعمال التجارية في عموم اليمن وفي الخليج والسعودية وكانت هجراتهم المبكرة إلى مدينة عدن. وعند خروج الإنجليز اتجهوا إلى مدينة تعز ومدينة صنعاء العاصمة ومن هذه المنطقة رجل الأعمال الشهير الحاج هائل سعيد انعم الذي ترك بصمات واضحة في المدينة وانفق الكثير من الأموال الموسسات التربوية والتعليمية وفي بناء المساجد ويعتمد أبناء مديرية حيفان على 

## قرى عزلة الاثاور
عزل قرية الخفينه
الضوج-العنين-القحفه-ذراع القحل-الدافه-القبع-الاحقان-النجد-الكبة-المقروض-الجرجور الدوسيه-المضابيع-المقطار.
عزل قرية البحره
مناقيش-كبه سعد-العنيص-الزوره-الجاح-الذراع- المرباح-الهوب-النارجيل-مقابل-البحره.
```
عزل قرية الحوادره
```

هيجه الفرس-ذراع الدار-الشعيب-سلح-القحاطنه-القرية الوسطى.
عزل قرية الكريحه
القاعده-العند-الشعاب-الموكب.
عزل قرية المولع
جباح -المانصيب- هيجه الحجر -الظليمة.
عزل قرية الفهيده
الضياح-الرخمي-جلبحير-الضبره-هيجه الدقيق-المعذرة.
عزل قرية التبينة
الراكز-الحرضه-الكبة-هرز-الركب-الدخل-الحبيل-جمرك المفاليس-النجيد-كبه المرجاح-المدرجه-المعزره-الجمجام-هلبي.
عزل قرية الشجيفه
قم-الجمعة-المعيذره.
عزل قريه الرواجحه
اللقيبع-الفرع-دار ذراع الحول-الدور-اللكمة-الخلفة-نجدعراصم-شعب الصوملي-الرواجحة.
عزل قرية الهواديه
الكبيبه-الخزجه-هيجه الحمر-هيجة فضيل-هيجة النخلة-القريضع العليا-السابر-القريضه السفلى-المحط المخامر-ذيبان-مشرفه-حبيل بحري-زحيج-الشجح-مقائيل بحري.
عزل قرية الصليحه
الظرفه-الدريب-حبيل المظه-الشجوره-العمرة-هيجة الجن -العدينيه-هيجة النخلة.
عزل قرية مقاشب الوادي
الحقيبة-الحدر-الغرسية-حبيل مضاض-عديفه-المقربة -المخدوش-السريم.
عزل قرية عزيق
ذراع البسرة-سوامه-الطوال-جعفه الجبل-الجند-سيله-السليله الربشه-النصع-حياده-الذراع-القاهر-الرجحة-النجيد-رقيبان-المرقب.
عزل قرية جاشع
الكبيبه-الحصن-القرن-الحقيف-الحتارش-الخدمة-الحبيل-العنين-المعذرة-نواس-الحضيرة-القلاع-الشقة-ذراع الكريش-ذراع المراغه-النوبة-المقهايه-المجارين-ذراع النوبة.
عزل قرية مقاشبه الجبل
الهروه-النوبة-القاهرة-الذراع-نجدالضالع-اللباب-المرصوح-الكرب-العاف-الكبة-الجردوم-الركب-ثارعزيق-العراقي-الصياد-هوب عطيه-نجد المعاذر.

## القبائل المتواجده فيها
```
الاسيدي - الاسيده 
```

البحيرة - البحرة-
البتيجة-الحارثي -
الزغير - بني حيدره-
الدجر - الدجيره-
الدهش- الدهيشة-راجح-
سنان-
الصمام - الصميمه-
الصمليه-
الفويسي-
عون -العوينه-
الغيلاني-
الجبلي-
النجدي - الغيلاني-
المعمودي-
مغلس-
الهتاري-
همدان - الهمادنه. وهناك الكثير منها غير محصوره

## سبب تسميتها بأثاور
وردت في ذلك عدة أقوال
نسبةً إلى العالم الجليل سفيان الثوري لما فر من أبي جعفر المنصور وسكن باليمن ونزل في هذه المنطقة. وهذا قول ضعيف.نسبةً إلى ثور بن عفير بن أزد بن يعرب بن قحطان، وهو نسب الأثاوره أهل العزلة الأصليين، وهذا قول ضعيف رغم صحة نسبهم إلى ثور بن عفير بن أزد بن يعرب بن قحطان.أن أهل هذه المنطقة كانت لهم مشاركات في الثورات التي خرجت من تعز، وهذا وإن كان صحيحاً إلا أن لجميع أهل تعز وبالذات أهل الحجرية مشاركات في جميع الثورات التي خرجت من تعز فهي صفة مشتركة بينهم.أن الثورة التي قامت في لواء تعز ضد الوالي العثماني التركي هناك خرجت من هذه المنطقة ثوره قويه جداً وهذا أقوي وأرجح الأقوال فنقلاً عن جدي المعافري أن الثورة التي خرجت في هذه المنطقة بقيادة ثابت بن حيدره الأثوري قاومت العثمانيين مده طويلة إلى أن تم قتل ثابت بن حيدره وهدم نصف قصره وحرقه.
بل هو القول الاصح نسبة الى ثور بن عفير ...وهم كنده واولاده عزيق وخدير و حترش و احمد بن الاشرس ..وادوم او اديم و ناقش وهذي فقط بعض من اسماء اولا كندة الموجودة قي الاثاور او ب جوارها ..
فهم اصل كنده 
وهولاء هم 

## روابط خارجية
- الجهاز المركزي للإحصاء بالجمهورية اليمنية
- المركز الوطني للمعلومات باليمن
- World Gazetteer:Yemen
- الدليل الشامل